# Cordiet

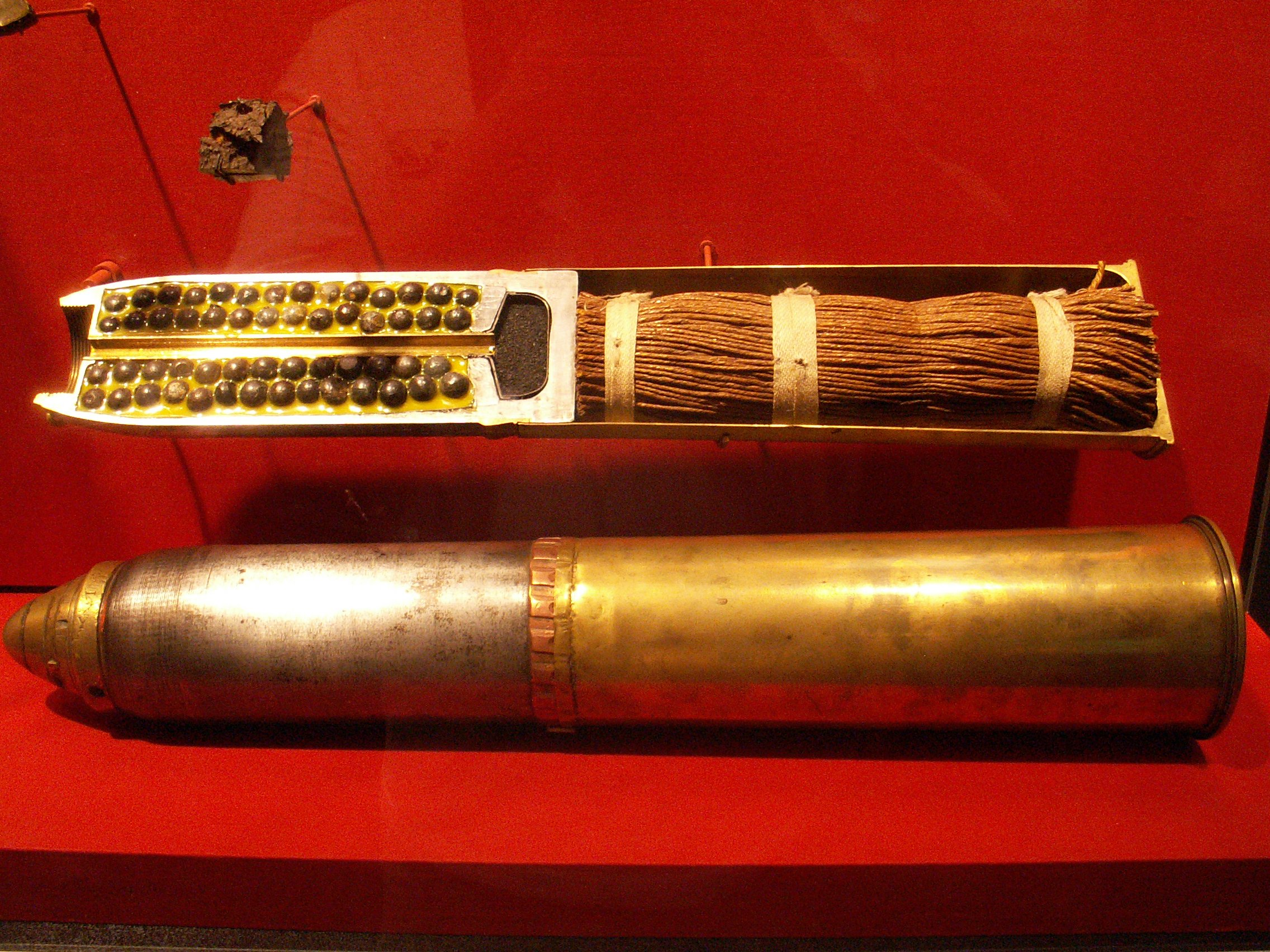
Een patroon met granaat en drijflading van cordiet.

Cordiet is een explosieve rookloze stuwstof die vervaardigd wordt door twee hoogexplosieve stoffen te mengen: nitrocellulose en nitroglycerine. Dit werd algemeen in vuurwapens van uit begin 20e eeuw gebruikt. Het is ook in vastebrandstofraketten gebruikt.

## Achtergrond
In 1886 vond de Franse chemicus Paul Vieille het eerste rookzwak kruit uit dat bekend werd onder de naam Poudre B. Dit was vervaardigd uit twee vormen van nitrocellulose (collodion en schietkatoen) dat met ethanol en ether zachtgemaakt en samengekneed werd. Poudre B was een grote verbetering ten opzichte van buskruit, aangezien het drie keer zo krachtig was, zonder dat bij gebruik grote hoeveelheden rook vrijkwamen. De verbranding was rookloos omdat de verbrandingsproducten hoofdzakelijk in gasvorm waren, in vergelijking met de 60% vastestofproducten (zoals kaliumcarbonaat, kaliumsulfaat) die het gevolg van de verbranding van buskruit zijn. Het werd onmiddellijk door het Franse leger in gebruik genomen, maar neigde om na verloop van tijd onstabiel te raken, wat talloze ongelukken tot gevolg gehad heeft, de twee oorlogsschepen Iéna en Liberté zijn bijvoorbeeld in de haven van Toulon in respectievelijk 1907 en 1911 geëxplodeerd.
Alfred Nobel vond in 1887 een soortgelijk explosieve stuwstof uit, die hij ballistiet genoemd heeft en bestaat uit 10% kamfer, 45% nitroglycerine en 45% collodion. Zijn patent specificeerde dat de nitrocellulose van "de bekende oplosbare soort" moest zijn. Mettertijd was de kamfer ook geneigd om te verdampen wat dan een onstabiele explosieve stof achterliet.

## Ontwikkeling van cordiet
In het Verenigde Koninkrijk volgde een regeringscomité onder voorzitterschap van Sir Frederick Abel, genaamd het "Explosives Committee", de ontwikkeling van explosieve stoffen in andere landen. Abel en Sir James Dewar die in het comité dienden, patenteerden in 1889 gezamenlijk een nieuw mengsel van 58 massaprocent nitroglycerine, 37% schietkatoen en 5% vaseline. Ze gebruikten aceton als oplosmiddel en persten dit tot spaghettivormige staven. Ze noemden dit aanvankelijk "cord powder" (koordkruit), maar de benaming is later afgekort tot "cordite", ofwel cordiet. Al vlug werd ontdekt dat het verbrandingstempo gewijzigd kon worden door het oppervlak van de cordietstaven aan te passen. Dunne staafjes werden in handwapens gebruikt en hebben een relatief hoog verbrandingstempo tot gevolg, terwijl dikkere staven langzamer verbranden en gebruikt werden voor wapens met een lange loop zoals degenen die typisch door artillerie gebruikt worden.
Nobel heeft Abel en Dewar aangeklaagd voor de schending van zijn patent maar verloor de rechtszaak vanwege de gebreken in de bewoording van zijn patent (vooral de vereisten dat het kruit de "oplosbare soort nitrocellulose" moest bevatten, wat dus het onoplosbare schietkatoen uitsloot).

## Varianten
Cordiet, ballistiet en Poudre B zijn vele jaren door de gewapende machten van verscheidene landen gebruikt, maar het gebruik van cordiet is mettertijd steeds algemener geworden. Een aanvankelijk probleem was dat cordiet leidde tot snellere erosie van kanonlopen; om dit te bestrijden hebben de Britten hun mengsel kort na het einde van de Tweede Boerenoorlog naar 65% schietkatoen, 30% nitrocellulose (en de 5% vaseline behouden) veranderd en dit cordiet MD (=MoDified) genoemd.
Tijdens de Eerste Wereldoorlog waren de acetonvoorraden in het Verenigd Koninkrijk zeer laag en is een nieuwe vorm ontwikkeld om de problemen te omzeilen. Dit werd cordite RDB (Research Department formula B) genoemd, dat uit 53% collodion, 42% nitroglicerine en 6% vaseline bestaat. Dit had de neiging om onstabiel te raken wanneer het te lang opgeslagen werd. Toen de acetonproductie weer op peil kwam, werd het weer door het oude recept vervangen. Onderzoek naar oplosmiddelvrij cordiet RDB is voortgezet en heeft tot bijvoeging van stabilisatoren geleid, wat leidde tot de soort die anno 2005 nog algemeen in gebruik is.
Een belangrijke ontwikkeling tijdens de Tweede Wereldoorlog was de bijvoeging van een ander explosief, nitroguanidine tot het mengsel waardoor het een driebasige kruitsoort werd met de naam cordiet N. Dit heeft twee problemen in grote scheepskanonnen van destijds opgelost: bij verhitting van nitroguanidine komen grote hoeveelheden stikstof vrij dat dient om de vuurflits in het kanon te breken en de lagere verbrandingstemperatuur draagt bij aan een sterke vermindering van de erosie van de kanonloop.